# العلاقات الدومينيكانية الساموية
العلاقات الدومينيكانية الساموية هي العلاقات الثنائية التي تجمع بين جمهورية الدومينيكان وساموا.

## مقارنة بين البلدين
هذه مقارنة عامة ومرجعية للدولتين:
| وجه المقارنة                                              | جمهورية الدومينيكان | ساموا                        |
| --------------------------------------------------------- | ------------------- | ---------------------------- |
| المساحة (كم2)                                             | 48.67 ألف           | 2.84 ألف                     |
| عدد السكان (نسمة)                                         | 10.40 مليون         | 196.44 ألف                   |
| الكثافة السكانية (ن./كم²)                                 | 213.68              | 69.17                        |
| العاصمة                                                   | سانتو دومينغو       | أبيا                         |
| اللغة الرسمية                                             | اللغة الإسبانية     | لغة إنجليزية، اللغة الساموية |
| العملة                                                    | بيزو دومنيكاني      | تالا ساموي                   |
| الناتج المحلي الإجمالي (بليون دولار)                      | 75.93 مليار         | 856.63 مليون                 |
| الناتج المحلي الإجمالي (تعادل القوة الشرائية) بليون دولار | 149.89 مليار        | 1.15 مليار                   |
| الناتج المحلي الإجمالي الاسمي للفرد دولار أمريكي          | 6.47 ألف            | 3.94 ألف                     |
| الناتج المحلي الإجمالي للفرد دولار أمريكي                 | 13.26 ألف           | 5.79 ألف                     |
| مؤشر التنمية البشرية                                      | 0.715               | 0.702                        |
| رمز المكالمات الدولي                                      | +1809، +1829، +1849 | +685                         |
| رمز الإنترنت                                              | .do                 | .ws                          |
| المنطقة الزمنية                                           | 00                  | ت ع م+13:00                  |

## منظمات دولية مشتركة
يشترك البلدان في عضوية مجموعة من المنظمات الدولية، منها:
| علم المنظمة | اسم المنظمة                                 | تاريخ انضمام جمهورية الدومينيكان | تاريخ انضمام ساموا |
| ----------- | ------------------------------------------- | -------------------------------- | ------------------ |
|             | تحالف الدول الجزرية الصغيرة                 | ?                                | ?                  |
|             | الاتحاد البريدي العالمي                     | ?                                | ?                  |
|             | يونسكو                                      | 4 نوفمبر 1946                    | 3 أبريل 1981       |
|             | البنك الدولي للإنشاء والتعمير               | 18 سبتمبر 1961                   | 28 يونيو 1974      |
|             | منظمة التجارة العالمية                      | ?                                | ?                  |
|             | وكالة ضمان الاستثمار متعدد الأطراف          | 7 مارس 1997                      | 27 سبتمبر 2002     |
|             | منظمة الشرطة الجنائية الدولية               | ?                                | ?                  |
|             | مؤسسة التمويل الدولية                       | 31 أكتوبر 1961                   | 28 يونيو 1974      |
|             | الأمم المتحدة                               | 24 أكتوبر 1945                   | 15 ديسمبر 1976     |
|             | مجموعة دول أفريقيا والكاريبي والمحيط الهادئ | ?                                | ?                  |
|             | مؤسسة التنمية الدولية                       | 16 نوفمبر 1962                   | 28 يونيو 1974      |
|             | منظمة حظر الأسلحة الكيميائية                | ?                                | ?                  |